# Goldrausch (Chaplin)
Goldrausch (Originaltitel: The Gold Rush) ist eine Stummfilm-Komödie von Charlie Chaplin aus dem Jahr 1925. Der Film thematisiert den Klondike-Goldrausch. Chaplin nutzt das im Film auf die Spitze getriebene Glücksrittertum der Goldsucher als Metapher für eine nur an materiellen Werten orientierte Welt, in der er aber, trotz aller Tollpatschigkeit, am Ende sein persönliches Glück in Form von Liebe findet. Der Streifen wurde mehrfach neu veröffentlicht, so brachte Chaplin ihn 1942 in einer Tonfilm-Fassung heraus.

## Handlung
Alaska, Ende des 19. Jahrhunderts: Ein Treck von Glücksrittern zieht in die Wildnis, um Gold zu suchen. Darunter der Tramp, der in einem eisigen Schneesturm Schutz in einer Hütte sucht, die jedoch schon von dem polizeilich gesuchten Verbrecher Black Larsen bewohnt wird. Dazu gesellt sich der grobschlächtige, aber gutmütige Abenteurer Big Jim, der kurz zuvor Gold gefunden hat. Als die Nahrungsmittel ausgehen, wird Black Larsen ausgelost, sich auf die Suche nach Nahrung zu begeben. Er trifft auf zwei Kopfgeldjäger und tötet diese, findet dann zufällig die Goldmine von Big Jim und kommt nicht zurück zur Hütte. 

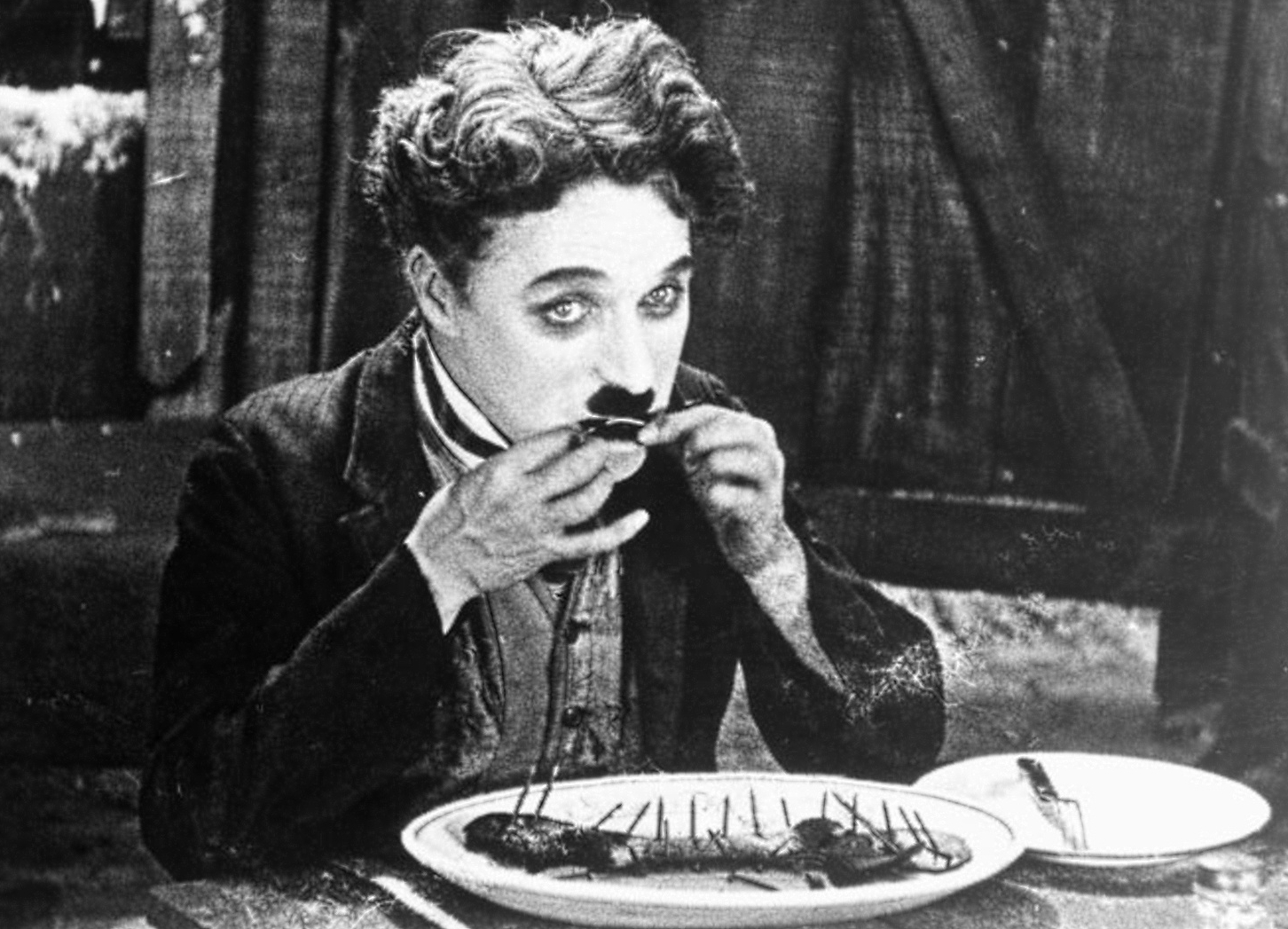
Szene aus Goldrausch: Chaplin isst seinen Schuh auf

Der Tramp kocht daraufhin einen seiner Schuhe für die beiden Verbliebenen. Er verspeist seinen Teil des Schuhs genüsslich in einer der bekanntesten Szenen des Films: die Schuhbänder wickelt er dabei wie Spaghetti auf und nagt die Schuhnägel wie Hühnerknöchelchen ab. Vor Hunger fast verrückt, sieht Big Jim in dem Tramp ein übergroßes Huhn, das er versucht, zu fangen und zu schlachten. Die Situation entspannt sich, als es dem Tramp gelingt, einen Bären zu schießen.
Ihre Wege trennen sich. Big Jim geht zurück zu seinem Goldschatz, wo er Black Larsen vorfindet, der ihn niederschlägt, auf der Flucht jedoch einen Abhang hinunter in die Tiefe stürzt. Der Tramp ist derweil in einer Goldgräberstadt angekommen und verliebt sich dort in die Bardame Georgine, die in einer turbulenten Beziehung mit dem großspurigen Jack Cameron ist. Der Tramp wird von einem gutmütigen Goldsucher aufgenommen, der zu einer Expedition aufbricht und ihm aufträgt, während seiner Abwesenheit auf seine Hütte aufzupassen. Dort trifft er einige Tage danach zufällig Georgine wieder, die mit einigen Freundinnen einen Ausflug macht. Er lädt sie in die Hütte ein, wo die Frauen zufällig eine Fotografie von Georgine entdecken, die der Tramp aufbewahrt, und erfahren so, dass er sich in das Mädchen verliebt hat. Daraufhin beschließen sie, ihm einen Streich zu spielen, und nehmen zum Schein seine Einladung zum Silvesteressen an. 
Der Tramp verdient sich das Geld für seine Einladung mit Schneeschaufeln. Am Silvesterabend hat er eine festliche Tafel gedeckt. Während er auf Georgine und ihre Freundinnen wartet, schläft er ein. In seinem Traum sind seine Gäste angekommen und er unterhält sie mit dem „Brötchentanz“, einer weiteren Szene, die in die Filmgeschichte eingegangen ist: Zwei auf Gabeln aufgespießte Brötchen bewegt er im Takt der Musik wie die Füße einer Tänzerin. Als der Tramp erwacht, hört er schon die Silvesterglocken und ist immer noch allein. Enttäuscht geht er in die Stadt, um Georgine in der Tanzhalle zu suchen. 
Dort trifft er Big Jim, der sich wegen des Schlages, den ihm Black Larsen versetzt hat, nicht mehr an den genauen Ort seines Goldfundes erinnern kann. Er weiß nur noch, dass er sich in der Nähe der Hütte befunden hat. Der Tramp soll ihn nun dort hinführen, dann will er mit ihm teilen und sie beide zu Millionären machen. Tatsächlich gelingt es dem Tramp, die Hütte wiederzufinden. Die beiden feiern mit viel Alkohol und legen sich schlafen. In der Nacht wird die Hütte von einem Schneesturm halb über einen Abgrund geweht. Als die beiden Goldsucher am nächsten Morgen aufwachen, glauben sie zunächst, dass das Schwanken des Fußbodens von ihrem verkaterten Zustand herrührt. Gerade noch können sie sich auf festen Boden retten, bevor die Hütte in den Abgrund stürzt. Gleich in der Nähe finden sie das Gold und kehren als Millionäre zurück, wie Big Jim es vorhergesagt hat.
Mit einem Dampfer verlassen sie Alaska. Für einen Fotografen soll der mittlerweile in Frack und Zylinder gekleidete Tramp noch ein Mal seine abgerissene Goldgräber-Montur anziehen. Bei den Fotoaufnahmen fällt er auf das Zwischendeck, wo sich die weniger betuchten Passagiere aufhalten. Dort begegnet ihm Georgine, die sich zufällig ebenfalls auf dem Dampfer befindet. Sie hält ihn für einen blinden Passagier und versucht, ihn zu verstecken. Als dies nicht gelingt, bietet sie an, ihm die Überfahrt zu bezahlen. Mittlerweile sind jedoch Journalisten und Schiffsoffiziere hinzugekommen, die das Missverständnis aufklären. Der Tramp flüstert einem Journalisten etwas ins Ohr, offensichtlich hat er vor, Georgine zu heiraten.

## Produktion

### Entstehung

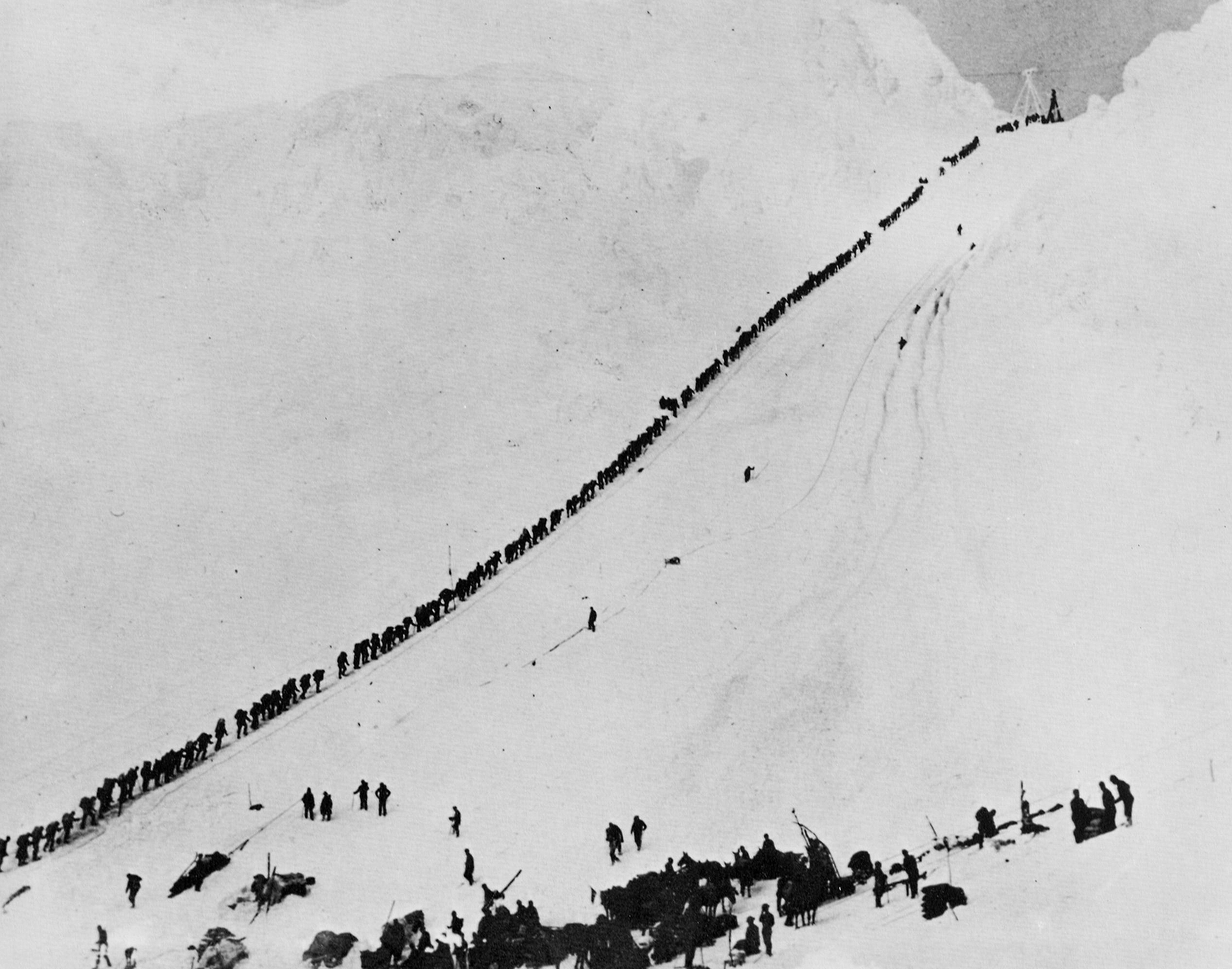
Der Klondike-Goldrausch 1898, Chaplin dürfte sich ein Bild wie dieses angesehen haben. Der Film beginnt mit einer Szene, die dieser hier sehr ähnlich sieht.

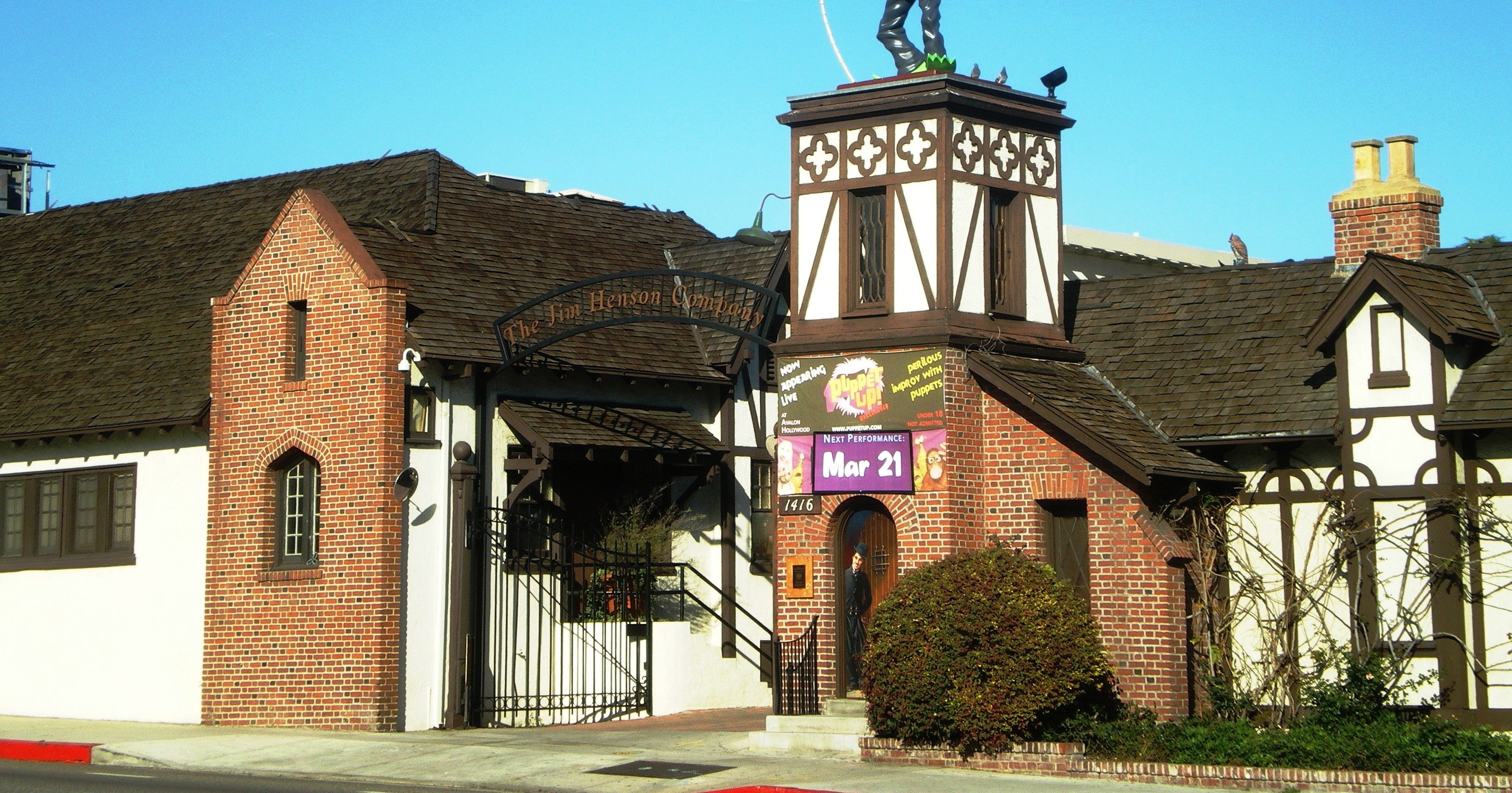
Ehemaliger Eingang, Charlie Chaplin Studios, einer der Drehorte (heute Jim Henson Company)

Nach dem großen Erfolg von The Kid war Chaplin lange vergeblich auf der Suche nach einer neuen Idee. Dann wurde er im Herbst 1923 von Douglas Fairbanks und Mary Pickford eingeladen. Sie zeigten Chaplin verschiedene stereoskopische Fotografien. Ein Bild fiel ihm besonders ins Auge: Es zeigte einen langen Zug von Goldgräbern, die den Chilkoot Pass im Norden Kanadas hinaufstiegen. Chaplin besorgte sich sofort Literatur zum Thema Goldrausch. Sehr inspirierend für ihn war ein Buch über die sogenannte Donner-Tragödie: Ein Goldsuchertreck unter der Leitung von George Donner war in der Sierra Nevada vom Schnee eingeschlossen worden. In dieser verzweifelten Lage gab es Kannibalismus, einige aßen ihre Schuhe samt Schnürsenkeln auf.

### Dreharbeiten
Die Probeaufnahmen begannen am 8. Februar 1924. Zunächst ließ Chaplin die Kulissen für die Eröffnungsszenen in Kalifornien bauen. Doch dann entschied er sich dafür, die Außenaufnahmen bei Truckee in den Bergen der Sierra Nevada zu machen.
Dort wurde unter großer Mühsal ein Goldgräberdorf errichtet. Die Kosten waren von Anfang an enorm, und Chaplin ließ dann auch noch die meisten bei Truckee gefilmten Szenen im kalifornischen Studio nachdrehen.
Wie immer arbeitete Chaplin ohne Drehbuch und improvisierte gegebenenfalls. Manchmal wurde wochenlang gar nichts gedreht, wenn er über den Fortgang der Story nachdenken musste. Die riesige Filmcrew – Schauspieler, Kameraleute, Kulissenschieber, Beleuchter etc. – musste aber jederzeit bereit sein.
Im Mai 1925 waren die Dreharbeiten abgeschlossen. Mehr als sieben Kilometer Filmmaterial waren belichtet worden, von dem nur ein Bruchteil für die endgültige Fassung verwendet wurde, die Chaplin selbst im Schneideraum zusammenstellte.

### Veröffentlichung
Am 26. Juni 1925 war in Los Angeles die Uraufführung.
Fast eine Million Dollar kostete die Produktion von Goldrausch. United Artists war der Filmverleih. Der Film spielte in den nächsten Jahren etwa sechs Millionen Dollar ein.
1942 hat Chaplin seinen Film für eine Wiederveröffentlichung nachträglich mit Erzähltexten (Dialogen) und Musik versehen. Dabei wurde unter anderem auch das Ende gekürzt. Diese Tonfilmfassung widmete Chaplin Alexander Woollcott.

## Hintergründe

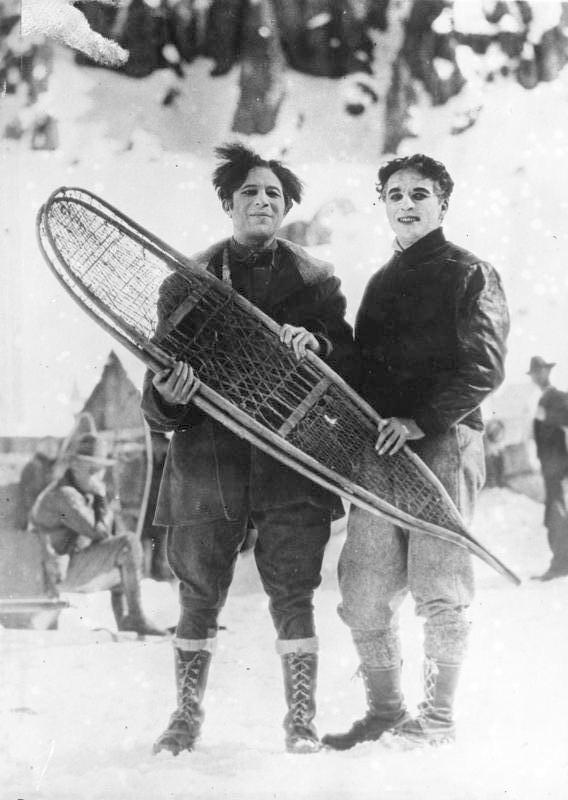
Charlie Chaplin und Sid Grauman bei den winterlichen Dreharbeiten.

- Da Chaplin ein Perfektionist war (er war der Erste, der von allen Szenen Retakes drehte, die er dann selbst am Schneidetisch montierte), wurde auch die Szene mit dem Schuh aus Lakritze so lange wiederholt, bis Swain sich über Verstopfungsprobleme zu beklagen begann. Der gequälte Gesichtsausdruck, mit dem Swain in dieser Szene die Zubereitung, das Servieren und das Verzehren des Lakritzschuhes begleitet, ist tatsächlich nicht gespielt.[7]
- Die ursprünglich vorgesehene Darstellerin der Georgine, die erst 15-jährige Lita Grey, wurde während der Drehtage von Chaplin schwanger, woraufhin beide einander heirateten und für die Filmrolle Georgia Hale einspringen musste.[4] Lita Grey musste sich mit einer Statistenrolle begnügen, während ihr Ehemann Chaplin zur Zeit der Dreharbeiten eine Affäre mit Hauptdarstellerin Hale hatte, wie Hale später in ihrer Autobiografie schrieb.[8] Nach den Dreharbeiten stand Chaplins Ehe mit Lita Grey vor dem Aus.
- In der Szene mit der Neujahrsfeier im Saloon gibt es eine Stelle, an der zwei alte, bärtige, weiß- und langhaarige Männer einen kurzen Volkstanz aufführen. Chaplin berichtete später,[7] dass das zwei echte, alte Goldgräber gewesen seien, die von den Dreharbeiten angelockt vorbeigekommen waren und ganz spontan diesen Tanz aufgeführt hätten, der dann ebenso spontan aufgezeichnet und in den Film eingebaut worden war. Der eine der beiden Männer hieß Daddy Taylor und wurde angeblich 1828 geboren, womit er fast 100 Jahre alt war.[9][10]
- Geradezu legendär ist der „Brötchentanz“, den Chaplin am Silvesterabend im Traum seinen weiblichen Gästen vorführt. Er steckt jeweils eine Gabel in zwei Brötchen und tanzt am Tisch die Beine eines fiktiven Tänzers nach. Johnny Depp spielte den Tanz in seinem Film Benny und Joon nach. Dies war die für ihn schwierigste Szene des Films.[11] Chaplins Filmkollege Roscoe Arbuckle ließ, im Film The Rough House (1917), schon einmal aufgespießte Brötchen auf der Tischdecke herumtanzen, allerdings parodierte Chaplin nun den Running Gag – den Watschelgang – seiner eigenen Tramp-Rolle.
- Die Rechte an diesem Film liegen jetzt bei der Roy Export Company Establishment.
- Chaplin erteilte nach dem Verkauf seiner Charlie Chaplin Studios 1954 die Anweisung, alle Kopien der Fassung von 1925 einzuziehen und zu vernichten. Er ging dabei in Deutschland[12] und der Schweiz[13] gegen Filmverleiher vor.
- Obwohl Sid Grauman überwiegend als Unternehmer tätig war, stand er dreimal in seinem Leben als Schauspieler in kleineren Cameo-Auftritten vor der Kamera, dabei unter anderem in Goldrausch an der Seite von Chaplin. Graumans Vater, David Grauman, folgte 1898 mit vielen anderen abenteuerlustigen Männern dem Goldgräberzug des Klondike-Goldrausches in der Verlockung, reich zu werden und zog daher mit seiner Familie nach Dawson City (Kanada). Sid verbrachte seine Kindheit und Jugend dort. Ein Reichtum durch Goldfund stellte sich für die Familie aber nicht ein.[14]

## Kritiken
Chaplin selbst hielt Goldrausch für den besten seiner Filme, „[…] mit diesem Film möchte ich in Erinnerung bleiben.“ (Chaplin)

„Realität und Traum, Action und Poesie in einem Stummfilm, den Chaplin selbst für seinen besten hielt und der seinen Weltruhm begründete. Unvergeßlich die Szene, in der der hungernde Charlie seinen Schuh genießerisch verzehrt.“

„Eine tragikomische Groteske vom Fluch des Goldfiebers, in der die künstlerische Vitalität der Komik Chaplins voll zum Tragen kommt. Als ein Meisterwerk der Stummfilmzeit empfehlenswert.“

## Auszeichnungen und Berücksichtigungen
- Bei der Berliner Film-Premiere ereignete sich etwas Einmaliges: Das wild klatschende Publikum erzwang ein Da capo des Brötchentanzes während der Vorstellung.[15]
- 1943 – zwei Oscarnominierungen für den Ton und die Filmmusik der neubearbeiteten Tonfassung
- 1991 – Aufnahme ins US-National Film Registry des Library of Congress
- Goldrausch ist auf der vom American Film Institute zusammengestellten Liste der 100 besten amerikanischen Filme aller Zeiten[16]
- 2003 in den Filmkanon der Bundeszentrale für politische Bildung aufgenommen.
- Goldrausch belegte im Jahr 2020 den Platz 76 in einer Umfrage der Website They Shoot Pictures, Don't They, für die Erstellung der Liste wurden über 9.000 Listen mit Filmkritiken und Kritikerumfragen. Neben Goldrausch haben es auch die Chaplin-Filme Lichter der Großstadt (Platz 28) und Moderne Zeiten (Platz 48) und in die Top-100 geschafft.[17]